# Cetatea dacică de la Beidaud
Cetatea dacică de la Beidaud este o fortificație dacică situată pe teritoriul României.